# Julián Slepecký
Julián Slepecký (9. března 1928, Gabultow, Polsko – 21. března? 2021) byl český voják a politický vězeň.

## Život
Narodil se ukrajinskému otci a české matce. Po vypuknutí druhé světové války se rodina odstěhovala nejdříve k Dukle, po napadení Sovětského svazu nacistickým Německem pak k Samboru, kde Julián absolvoval základní školu a poté se vyučil elektrikářem. V roce 1944 byl odvlečen na totální nasazení do Říše. Po osvobození francouzskou armádou byl internován v táboře pro příslušníky národů Sovětského svazu u Bordeaux, kde byl příslušníky NKVD označen za sovětského občana. Z transportu do SSSR se mu podařilo utéci a na polské doklady docestoval v listopadu 1945 do Prahy, kde nastoupil na vojenské učiliště. Po jeho absolvenci sloužil u spojovacího pluku v Martině.
Po nástupu komunistů se bránil zavádění nových vojenských pořádků, až se nakonec rozhodl utéct na Západ. Skupinový útěk byl však prozrazen řidičem, který byl agent, a Slepecký byl odsouzen k dvaceti letům vězení. Během uvěznění se dle prvorepublikových pravidel pro válečné zajatce dvakrát pokusil o útěk. Byl vězněn nejprve v Ilavě, později v uranových dolech v Jáchymově (Rovnost) a Vojně u Příbrami. V roce 1955 se v ruzyňské věznici zúčastnil vězeňské stávky. Jako chronický útěkář byl přeložen do věznice Leopoldov, kde úspěšně pracoval jako elektrikář.
V roce 1959 byl podmínečně propuštěn a živil se jako řidič nákladních aut. Po sametové revoluci byl plně rehabilitován, angažoval se ve vojenské sekci Konfederace politických vězňů a byl postupně povyšován. V roce 2001 byl prezidentem republiky vyznamenán Medailí Za hrdinství. V roce 2020 mu bylo uděleno čestné občanství Prahy 8.